# Sitta krueperi
El trepador de Krüper (Sitta krueperi) es una especie de ave paseriforme de la familia Sittidae.
De tamaño mediano, mide 12.5 cm de longitud. Las partes superiores son azul grisáceas, con la mitad frontal del píleo de color negro en ambos sexos, aunque el límite posterior es claramente marcado en la hembra. La especie tiene una línea negro o gris que atraviesa los ojos, y una lista superciliar blanca bien marcada. Las partes inferiores en el varón son azul grisáceas, o grises en la hembra, con una gran mancha roja en forma de media luna en el pecho. Este trepador se alimenta de insectos en verano y semillas, de árboles como el pino, en otoño e invierno. La época de reproducción tiene lugar entre marzo y mayo, y construyen el nido en el agujero de un árbol. La hembra pone de cinco a siete huevos,  y los polluelos son alimentados por el macho. Ambos padres participan en la alimentación de los jóvenes.
El trepador de Krüper se produce en los bosques de pino y de coníferas en Turquía, Lesbos y el Cáucaso, así como en la distribución del pino  de Chipre (Pinus brutia). Se encuentra hasta los 2500 m sobre el nivel del mar en algunos lugares. Esta especie forma parte de los pequeños trepadores del «grupo canadensis» y es particularmente muy cercano al trepador de Cabilia (S. ledanti), especie única que tiene la mitad de la cabeza color negro. El trepador de Krüper está amenazado por la pérdida de su hábitat provocada por la silvicultura y en especial por el desarrollo turístico en la costa turca. Su número está disminuyendo y la especie se considera «casi amenazada» por la Unión Internacional para la Conservación de la Naturaleza.

## Descripción

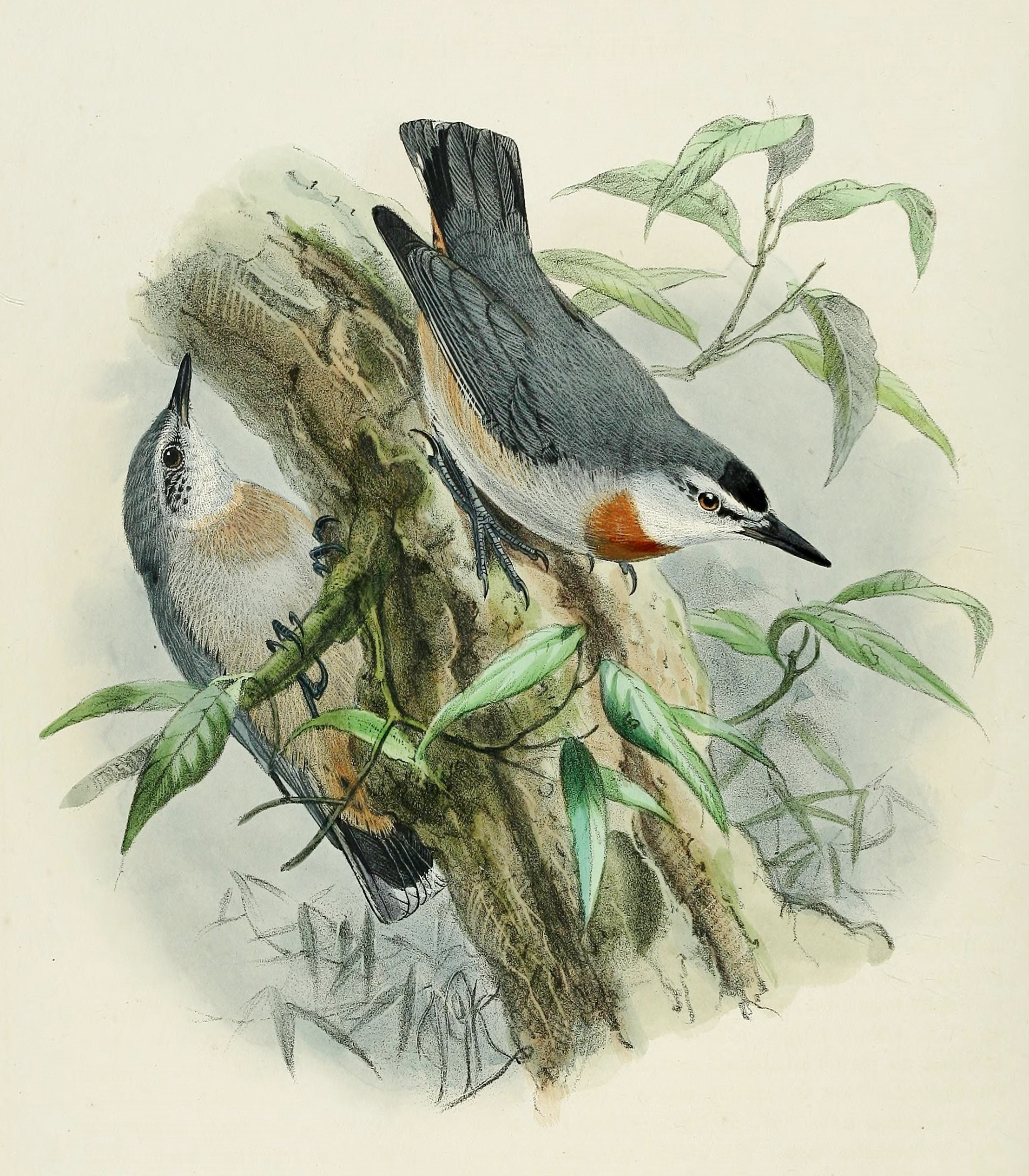
Ilustración de John Gerrard Keulemans representanto un espécimen macho a la derecha junto a un juvenil a la izquierda.

Las partes superiores son azul grisáceas, con la mitad frontal del capuchón de color negro en ambos sexos, y las rémiges primarias y secundarias son marrón grisáceas. La lista superciliar es blanca, y destaca con una línea negra atravesando el ojo, un poco menos más definida parte posterior del ojo. La garganta es blanca y el resto de las partes inferiores son grises pálidas con una gran mancha roja en el pecho en forma de media luna. Las coberteras inferiores son blanquecina y las plumas son rojas con puntas blancas. El ojo está rodeado por un anillo ocular blanco y fino, y el iris es marrón oscuro o canela. El pico es gris, con la base de la mandíbula inferior y la base del culmen de color gris azulado. Las patas son grises marrones o grises oscuras. El trepador de Krüper es pequeño, mide 12.5 cm de longitud. En el macho y la hembra, el ala plegada llega a medir, respectivamente, 71-81 mm y 68-74 mm, y la cola 33-40 mm y 33-38 mm. La medida de pico es 17.9 a 20.2 mm y el tarso de 16.9 a 19.3 mm. El macho adulto pesa 10 a 14.3 g. El estudio de 41 diferentes medidas de muchos especímenes a través de diferentes localidades en Turquía mostró pequeñas variaciones de tamaño a lo largo de la distribución.
El dimorfismo sexual no es muy evidente, sobre todo en verano, cuando están desgastadas las plumas, pero el píleo de la hembra es menos negro y claramente menos definida en la parte trasera cuando en el macho es negro brillante y claramente definida. Las partes inferiores de la hembra son más pálida y difusas, cuando son grises y azulados en los hombres. Los jóvenes contrastan con mayor facilidad, ya que tiene un plumaje mucho más opaco y no tienen el píleo negro, en la mayor parte de la misma es más oscura que el resto de las partes superiores. Su mancha roja en el pecho es muy pronunciada, al igual que la lista superciliar y línea en los ojos. Se diferencia de la hembra adulta por su plumaje nuevo si está desgastado y el píleo oscuro. Los adultos en su primer año pueden tener algún de marrón persistente en las puntas de las plumas de sus coberteras. Los adultos realizan una muda completa después de la crianza (a mediados de mayo y principios de septiembre), y en ocasiones una muda parcial antes de la época de reproducción (marzo), que afecta especialmente al pecho. También hay una muda parcial posjuvenil que implica las coberteras medianas.

Diagrama que muestra las principales características morfológicas del trepador de Cabilia macho.

El trepador de Krüper forma parte del grupo de especies «canadensis». En particular, es muy cercano al trepador de Cabilia (S. ledanti), con la parte delantera del píleo oscura y la marcada lista superciliar blanca, pero el trepador de Cabilia tiene las partes inferiores color crema o beige y no tiene una gran mancha marrón rojiza. Este último es característico del trepador de Krüper, como la marcada diferencia entre jóvenes y adultos.

## Comportamiento y ecología

### Voz
El trepador de Krüper es un pájaro ruidoso, y frecuentemente es blanco fácil por sus gritos. La llamado, descrito como un dvui, es emitido en una serie de «dui-dui-dui-dui», similares al verderón europeo (Chloris chloris). Cuando está nervioso, produce un «èèhch» áspera, similar al arrendajo (Garrulus glandarius), o un «puik» seco. El canto es un «tuituituituitui» nasal, alternando notas altas y bajas con un ritmo variable.

### Reproducción

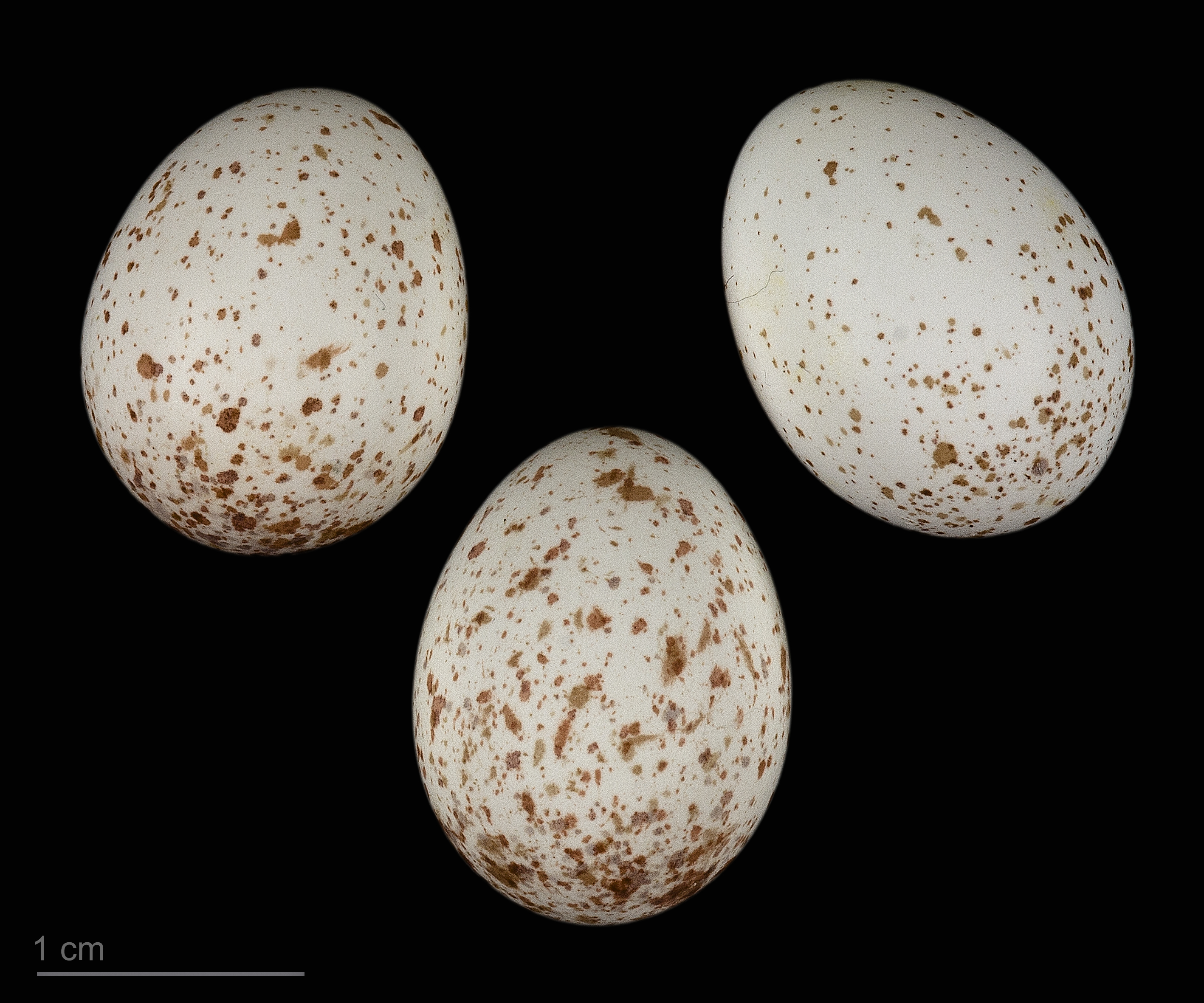
Sitta krueperi - MHNT

La época de reproducción se realiza desde mediados de marzo hasta mediados de mayo en Turquía, las fechas dependen de los lugares y altitud. En el sur de Anatolia, los experimentados empiezan a finales de marzo; en el Cáucaso, comienzan en abril y terminan en mayo. Solo hay una camada en el año. Suelen colocar el nido en el agujero de una conífera o en la tierra. Un estudio de cuatro temporadas de cría en el sur de Turquía demostró que los nidos se construyeron casi 12 metros de altura, con un rango de 2.1 y 24 metros, y viarajon con frecuencia al este. Esta sita generalmente utiliza cavidades existentes y simplemente las limpia, sobre todo por la hembra, pero puede cavar su propio agujero en los troncos y ramas muertos. Se han observado la oviposición en la parte superior en un tocón o un montón de ramitas de un árbol, pero estos sitios de anidación inusuales sólo puede ser utilizado en caso de falta de disponibilidad de las cavidades.

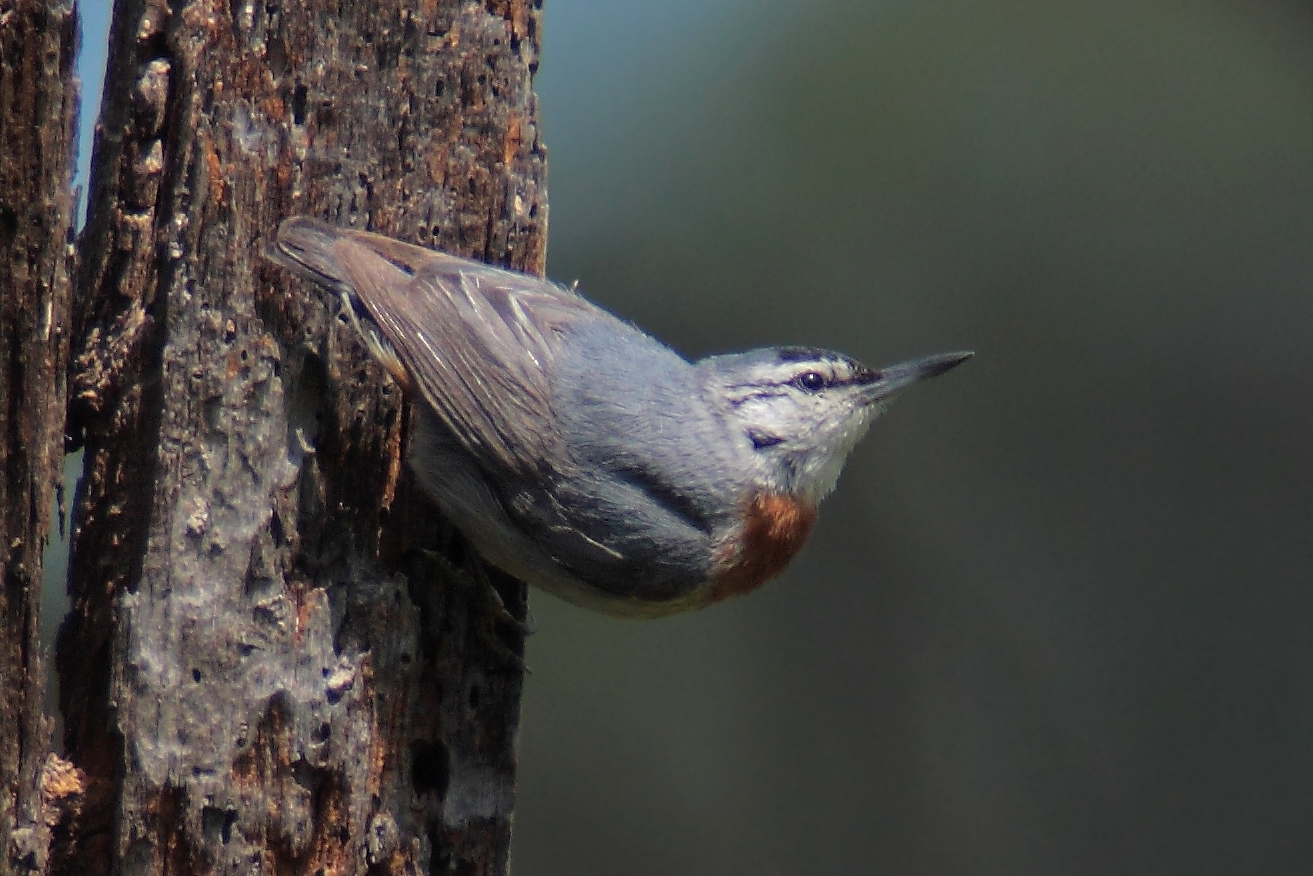
Un espécimen macho fotografiado en la rama de un pino en la isla de Lesbos (Grecia).

A diferencia de otras sitas, el trepador de Krüper no cubre la entrada de su agujero con barro o resina. El nido de la parte inferior está lleno de trozos de corteza, madera podrida y escamas de los conos de pino, cubierto de musgo, pelo, lana y plumas. La hembra lleva la mayor parte del trabajo, y pone de cuatro a seis huevos, normalmente cinco o seis, que miden 17 × 13 mm, de color blanco cremoso con pequeñas manchas rojas o moradas, la mayoría concentrados en el extremo más grande. La incubación dura de 12 a 17 días y la realiza la hembra sola, alimentada por el macho. También cobija los jóvenes, pero ambos padres están involucrados en la alimentación. Los jóvenes se alimentan principalmente de escarabajos, larvas de insectos, polillas y gusanos. En promedio, cuatro jóvenes llegan a volar, algo que tiene lugar a los 15 a 19 días.

### Alimentación
La especie vive en solitario o en parejas durante la época de reproducción, y la pareja se queda con sus jóvenes. En otoño, se observa un grupo de entre dos y cinco especímenes, en ocasiones tomando parte en la alimentación de bandadas mixtas. Es un ave activa, encuentra su alimento entre las ramas más pequeñas de la parte superior de árboles grandes, aunque también a otros niveles de la vegetación, posiblemente en arbustos e incluso alimentarse de la planta. Este trepador se alimenta principalmente de insectos durante la época de reproducción, pero cuando se vuelven escasos, en otoño e invierno, consume semillas de pinos y otras coníferas. Los insectos son recogidos a lo largo de las ramas, o atrapados en vuelo, y en las semillas de coníferas donde son extraídos de las escamas de las piñas con el pico, antes de ser atrapadoos en una grieta o cáscara abierta a golpe de martillo. El trepador de Krüper también guarda alimentos que se pueden utilizar cuando la humedad cierra piñas, haciendo sus semillas inaccesibles, y la existencia de la despensa podría explicar la territorialidad de las aves, incluso fuera de la época de reproducción.

### Plagas
En un estudio publicado en Turquía en 2012, el trepador de Krüper resultó ser el anfitrión de protistas sanguíneos de los géneros Haemoproteus y Leucocytozoon, pero ninguno de los 67 individuos estudiados estaba parasitado con Plasmodium.

## Distribución y hábitat
La especie es casi endémica de Turquía, donde es común en el oeste de Anatolia, donde también vive a lo largo de la costa mediterránea, en los montes Tauro por las costas del mar Negro al norte países al sur de Georgia. Una supuesta población disjunta de especímentes en montañas caucásicas del extremo suroeste de Rusia, la frontera de Georgia en Adigueya y el distrito federal del Cáucaso Norte, sureste de Teberdá. También vive en la isla griega de Lesbos, y es errático en la Grecia continental, donde fue vista por ejemplo en Salónica en octubre de 1955. En 2010, una nueva zona de anidación fue informada en el centro de Anatolia, en la provincia de Yozgat y en las montañas Ak. El sitio consiste en un bosque de pinos silvestres (Pinus sylvestris), y podría contener cerca de 560 individuos.
Esta especie tiene una estrecha  relación con el pino de Chipre (Pinus brutia) y la distribución de las aves cubre casi la del árbol. Sin embargo, el ave es ausente en los bosques de pino de Chipre en Crimea, noroeste de Siria, el Líbano, el norte de Irak y Azerbaiyán, pero fue capaz de vivir en el pasado o incluso ser desapercibido en esas áreas. El trepador de Krüper es sedentario, pero es obligado a pequeñas dispersiones después de la temporada de cría. Hubo en el psado movimientos estacionales altitudinales, de algunas aves, quizá de adultos en su primer año, por debajo de las cotas en el invierno para regresar al bosque mixto caducifolio. El ave es comúnmente observado en el arboreto de Sochi todavía, que tiene muchas coníferas.

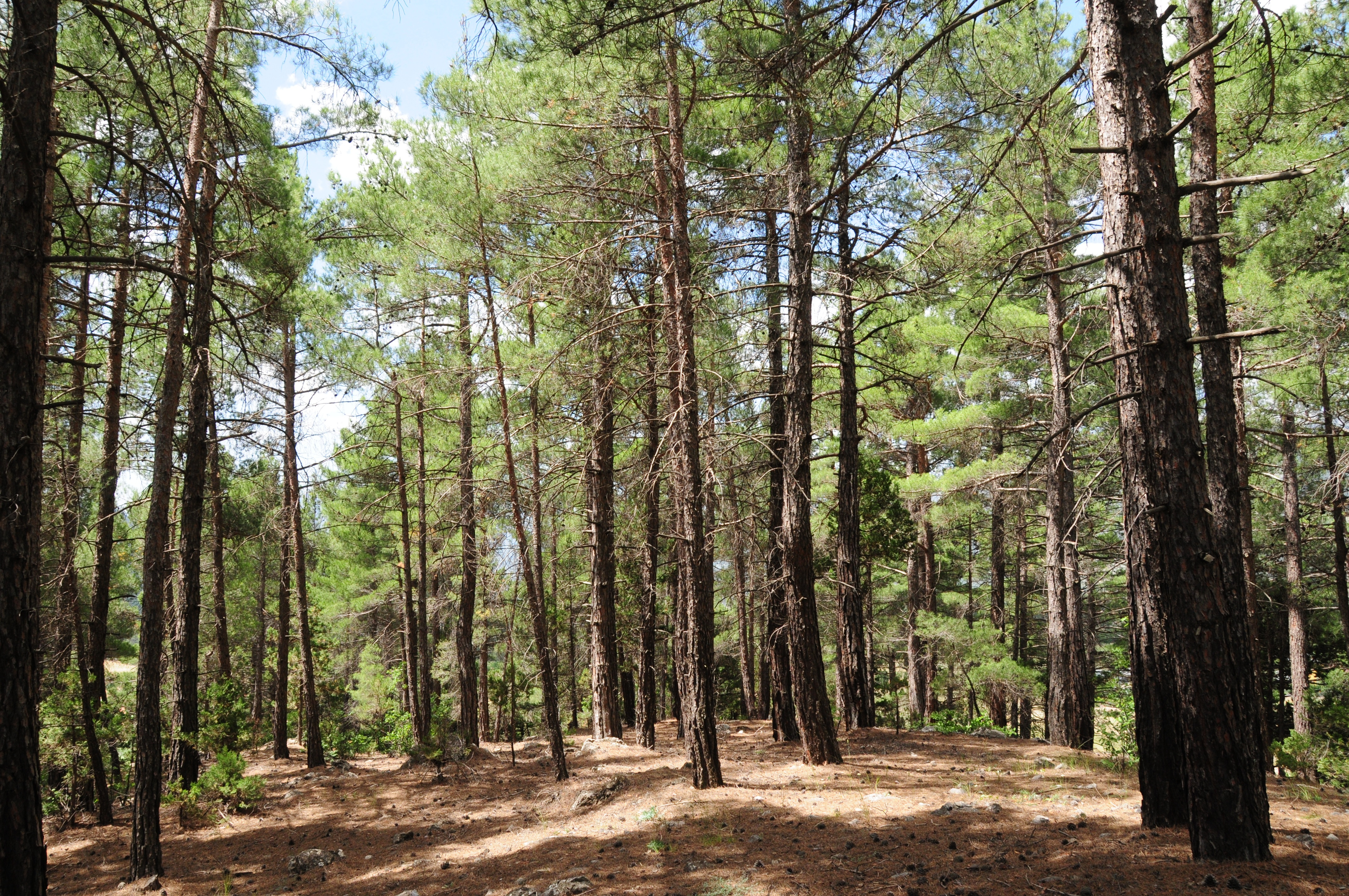
Un bosque de pinos de Chipre (Pinus brutia) en Pozantı (Turquía).

Vive en bosques templados de coníferas, desde el nivel del mar hasta unos 2000 metros, y localmente hasta la hilera de árboles a 2500 m. En Turquía vive principalmente entre 1000 y 1600 m, y el grupo los bosques de pinos de Chipre (Pinus brutia), píceas de Asia Menor (Picea orientalis), abetos de Nordmann (Abies nordmanniana), Abies cilicica, pinos salgareños (Pinus nigra) y cedros del Líbano (Cedrus libani). La densidad de especímenes por kilómetro cuadrado son 12.7, 11.6, 8.5 y 7.8, respectivamente, en los bosques de pino salgareño, Abies cilicica, cedro del Líbano y pino de Chipre. A mayor altitud, puede vivir en enebros (Juniperus). En el Cáucaso es favorecido por bosques de abetos entre 1000 y 2000 m, pero también por bosques de abetos de Nordmann y pinos.

## Sistemática

### Taxonomía
La especie fue descrita en 1863 por el ornitólogo austríaco August von Pelzeln bajo el protónimo Sitta krüperi, de acuerdo con una especie tipo de Izmir (en ese entonces Esmirna). Así nombró la especie, que rinde homenaje a su descubridor, el ornitólogo alemán Johannes Theodor Krüper, quien trabajó en Grecia y, en particular, estudió las aves de ese país, Turquía y Bulgaria. En la división en subgéneros del género Sitta, que se utiliza poco, el trepador de Krüper se coloca en Sitta (Micrositta) Buturlín, 1916, que también incluye a los trepadores de Kabilia (S. ledanti), de Yunán (S. yunnanensis), canadiense (S. canadensis), chino (S. villosa) y corso (S. whiteheadi). Según el Congreso Ornitológico Internacional y Alan P. Peterson, no se distingue subespecie alguna.

### Filogenia
En 1998, Éric Pasquet estudió el citocromo-b del ADN mitocondrial de diez especies de trepadores, las diferentes especies del grupo del Sitta canadensis, el cual definió en seis especies y que son mismos que son tratados como subgénero Sitta (Micrositta) Buturlín, 1916. El trepador de Yunán (S. yunnanensis) no se incluyó en el estudio. Pasquet llegó a la conclusión de que el trepador de Krüper es filogenéticamente más cercano al trepador de Cabilia, ya que estas dos especies forman el grupo hermano de un clado que comprende el trepador chino, el trepador corso y trepador canadiense. En 2014, Éric Pasquet et al publicó una filogenia basada en el ADN nuclear y mitocondrial de 21 especies de trepadores y confirmó la relación del estudio en 1998 en el «grupo canadensis», al añadir al trepador de Yunán, que se encuentra como una de las especie más basales.
Las conclusiones del estudio son consistentes con la morfología de la especie (los trepadores canadiense, corso y chino), incluso el uso compartido como un carácter derivado del píleo completamente negro que solo está presente en los machos, característica única entre Sittidae y familias relacionadas. El segundo clado consiste en los trepadores de Krüper y de Kabilia por sinapomorfia de la parte frontal del píleo negro en los machos —este dimorfismo sexual está ausente en especímenes jóvenes—.

### Filogeografía
Un estudio sobre la filogeografía de las especies se publicó en 2012 y cubre cinco sitios de muestreo en Turquía. Los autores concluyeron que existen diferencias genéticas significativas entre las diferentes localidades, lo que demuestra que la especie se ha encontrado en, por lo menos, tres refugios durante el último período glacial. Las poblaciones del sur son significativamente diferentes a las poblaciones del norte del país, pero las diferentes poblaciones del norte han mezclado intensamente sus genes después del retroceso de los glaciares, y tienen un material genético nuclear muy similar, aunque se observó una estructura geográfica marcada en el estudio de su genoma mitocondrial.

## Situación de conservación
La especie es común en Anatolia, pero es escaso en el Cáucaso. En la isla de Lesbos, el número es supuestamente estable a pesar de la destrucción de los árboles viejos causada por la explotación comercial de resina. La modificación del hábitat debido a incendios y la tala representa un riesgo de extinción. En Turquía, un establecimiento turístico hizo valer su derecho en 2003 y exacerbado las amenazas a las aves: redujo la burocracia e hizo más fácil construir instalaciones turísticas y casas de veraneo en la zona costera donde el pájaro fue una vez abundante, y la pérdida de bosques es un problema cada vez mayor para la sita. Los números se estiman en alrededor de 80 000 a 170 000 parejas reproductoras, 240 000 a 510 000 en total, y están disminuyendo. Por estas razones, la especie se considera «casi amenazada» por la Unión Internacional para la Conservación de la Naturaleza.